# Franz Seidl (Politiker)
Franz Seidl (* 30. September 1911 in Salzburg; † 2. Juni 1992 in München) war ein bayerischer Notar und Politiker der CSU.
Seidl studierte in München Rechtswissenschaften. Seit 1930 war er Mitglied der katholischen Studentenverbindung KBStV Rhaetia München. Zum 1. Mai 1937 trat er der NSDAP bei (Mitgliedsnummer 4.006.987). Ab demselben Jahr war er Notarassessor, 1940 bis 1945 nahm er als Leutnant am Zweiten Weltkrieg teil. Nach Ablegung der großen Staatsprüfung wurde Seidl 1948 Notar zunächst in Dorfen, ab 1960 in München.
Von 1953 bis 1960 war er CSU-Kreisvorsitzender des Landkreises Erding.
Er gehörte dem Deutschen Bundestag von 1953 bis 1965 an. Er war außerdem zeitweise Mitglied der Beratenden Versammlung des Europarates.
Seidl vertrat den Bundestagswahlkreis München-Land im Parlament.
Er wurde am 23. Juni 1962 mit dem Bayerischen Verdienstorden ausgezeichnet.